# Maicol Cabrera
Maicol Gabriel Cabrera Galain (Maldonado, 11 maggio 1996) è un calciatore uruguaiano, attaccante del Rajasthan Utd.

## Caratteristiche tecniche
È un centravanti.

## Carriera

### Club
Cresciuto nel settore giovanile del Nacional, ha esordito il 30 luglio 2017 con la maglia del Tampico Madero in occasione del match di campionato perso 1-0 contro il Potros UAEM.

## Palmarès

### Competizioni nazionali
- Segunda División Profesional de Uruguay: 1

Torque: 2019
- Supercopa Uruguaya: 1

Liverpool (M): 2023